# Isabella Wright
Isabella Wright (10 febbraio 1997) è una sciatrice alpina statunitense.

## Biografia
Attiva in gare FIS dal novembre del 2013, in Nor-Am Cup la Wright ha esordito il 2 dicembre dello stesso anno a Loveland in slalom gigante, senza completare la prova, e ha colto il primo podio il 5 dicembre 2018 a Lake Louise in discesa libera (2ª). Ha debuttato in Coppa del Mondo il 6 dicembre 2019 a Lake Louise in discesa libera (46ª) e il 16 dicembre dello stesso anno ha ottenuto la prima vittoria in Nor-Am Cup, a Nakiska in supergigante; ha esordito ai Campionati mondiali a Cortina d'Ampezzo 2021, dove si è piazzata 21ª nella discesa libera, 22ª nel supergigante e 14ª nella combinata, e ai Giochi olimpici invernali a Pechino 2022, dove è stata 21ª nel supergigante e non ha completato la combinata. Ai Mondiali di Courchevel/Méribel 2023 si è classificata 19ª nella discesa libera, 13ª nella combinata e non ha completato il supergigante.

## Palmarès

### Coppa del Mondo
- Miglior piazzamento in classifica generale: 46ª nel 2023

### Coppa Europa
- Miglior piazzamento in classifica generale: 92ª nel 2025
- 1 podio:
  - 1 terzo posto

### Nor-Am Cup
- Miglior piazzamento in classifica generale: 6ª nel 2019
- Vincitrice della classifica di supergigante nel 2020
- 10 podi:
  - 3 vittorie
  - 4 secondi posti
  - 3 terzi posti

#### Nor-Am Cup - vittorie
| Data             | Località  | Paese       | Specialità |
| ---------------- | --------- | ----------- | ---------- |
| 16 dicembre 2018 | Nakiska   | Canada      | SG         |
| 23 marzo 2022    | Sugarloaf | Stati Uniti | DH         |
| 23 marzo 2022    | Sugarloaf | Stati Uniti | DH         |

Legenda:

DH = discesa libera

SG = supergigante